# 江陵原州大学
江陵原州大学（：／，Gangneung-Wonju National University)是一所位於韓國江陵, 原州的國立大學。

## 本科

### 江陵主校區
- 人文学院
- 社会科学学院
- 自然科学学院
- 生命科学学院
- 工科学院
- 艺术体育学院
- 牙科学院

### 原州主校區
- 保健福利学院
- 科学技术学院